# Мьянма на летних Олимпийских играх 2012
Мьянма на летних Олимпийских играх 2012 представлена в пяти видах спорта.

## Результаты соревнований

### Академическая гребля
Женщины
| Соревнование | Спортсменка | Отборочная гонка | Отборочная гонка | Четвертьфинал/ Дополнительная гонка | Четвертьфинал/ Дополнительная гонка | Полуфинал | Полуфинал | Финал | Финал |
| Соревнование | Спортсменка | Время            | Место            | Время                               | Место                               | Время     | Место     | Время | Место |
| ------------ | ----------- | ---------------- | ---------------- | ----------------------------------- | ----------------------------------- | --------- | --------- | ----- | ----- |
| Одиночки     |             |                  |                  |                                     |                                     |           |           |       |       |

### Стрельба
Мужчины
| Соревнование                       | Спортсмен | Квалификация | Квалификация | Финал | Всего     | Всего |
| Соревнование                       | Спортсмен | Результат    | Место        | Финал | Результат | Место |
| ---------------------------------- | --------- | ------------ | ------------ | ----- | --------- | ----- |
| Пневматический пистолет, 10 метров | Маун Кю   |              |              |       |           |       |

### Стрельба из лука
Спортсменов — 1
Мужчины
| Соревнование              | Спортсмены  | Квалификация | Квалификация | 1/32 финала               | 1/16 финала                | 1/8 финала         | Четвертьфинал      | Полуфинал          | Финал              |
| Соревнование              | Спортсмены  | Результат    | Место        | Соперник Результат        | Соперник Результат         | Соперник Результат | Соперник Результат | Соперник Результат | Соперник Результат |
| ------------------------- | ----------- | ------------ | ------------ | ------------------------- | -------------------------- | ------------------ | ------------------ | ------------------ | ------------------ |
| Индивидуальное первенство | Най Мио Оун |              |              | Франция Роман Жирулле 6-5 | Украина Маркиян Ивашко 1-7 |                    |                    |                    |                    |